# کاخ فارنیسه

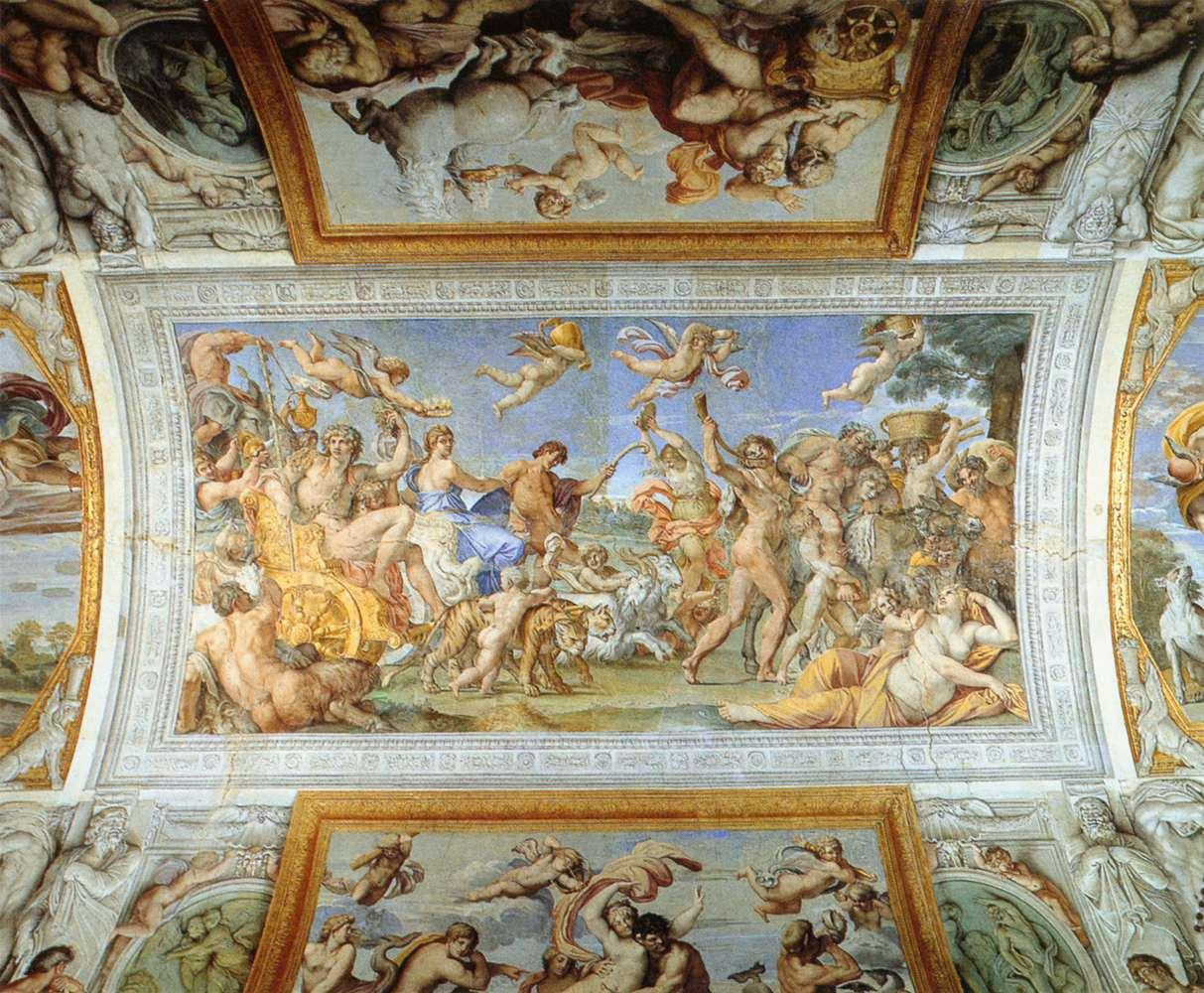
فرسکوهای موجود در کاخ، اثر آنیباله کاراچی

کاخ فارنیسه (به ایتالیایی: Palazzo Farnese) کاخی در شهر رم و یکی از نمونه‌های مهم معماری در اوج دورهٔ رنسانس است که بین سال‌های ۱۵۱۷ تا ۱۵۸۹ میلادی ساخته شد.

## تاریخچه
کاخ فارنیسه توسط سانگالو طراحی شد. در سال ۱۵۴۶ و پس از آنکه سانگالو درگذشت، میکل آنژ توسط پاپ پل سوم (که از خانواده فارنیسه بود) برای تکمیل آن منصوب گشت.
کاخ فارنیسه اکنون مقر سفارت فرانسه در ایتالیا است.

## ویژگی‌ها
- کاخ فارنیسه توسط دیوارنگاره‌های بسیاری تزئین شده است که از آن میان فرسکوهای آنیباله کاراچی در تالار اصلی اهمیت بالایی دارند.
- بخشی از اپرای توسکای جاکومو پوچینی در این کاخ به وقوع می‌پیوندد.